# ایسلباخ
ایسلباخ (به آلمانی: Isselbach) یک شهر در آلمان است که در Verbandsgemeinde Diez واقع شده‌است. ایسلباخ ۴۱۳ نفر جمعیت دارد.